# Giovanni Pisano

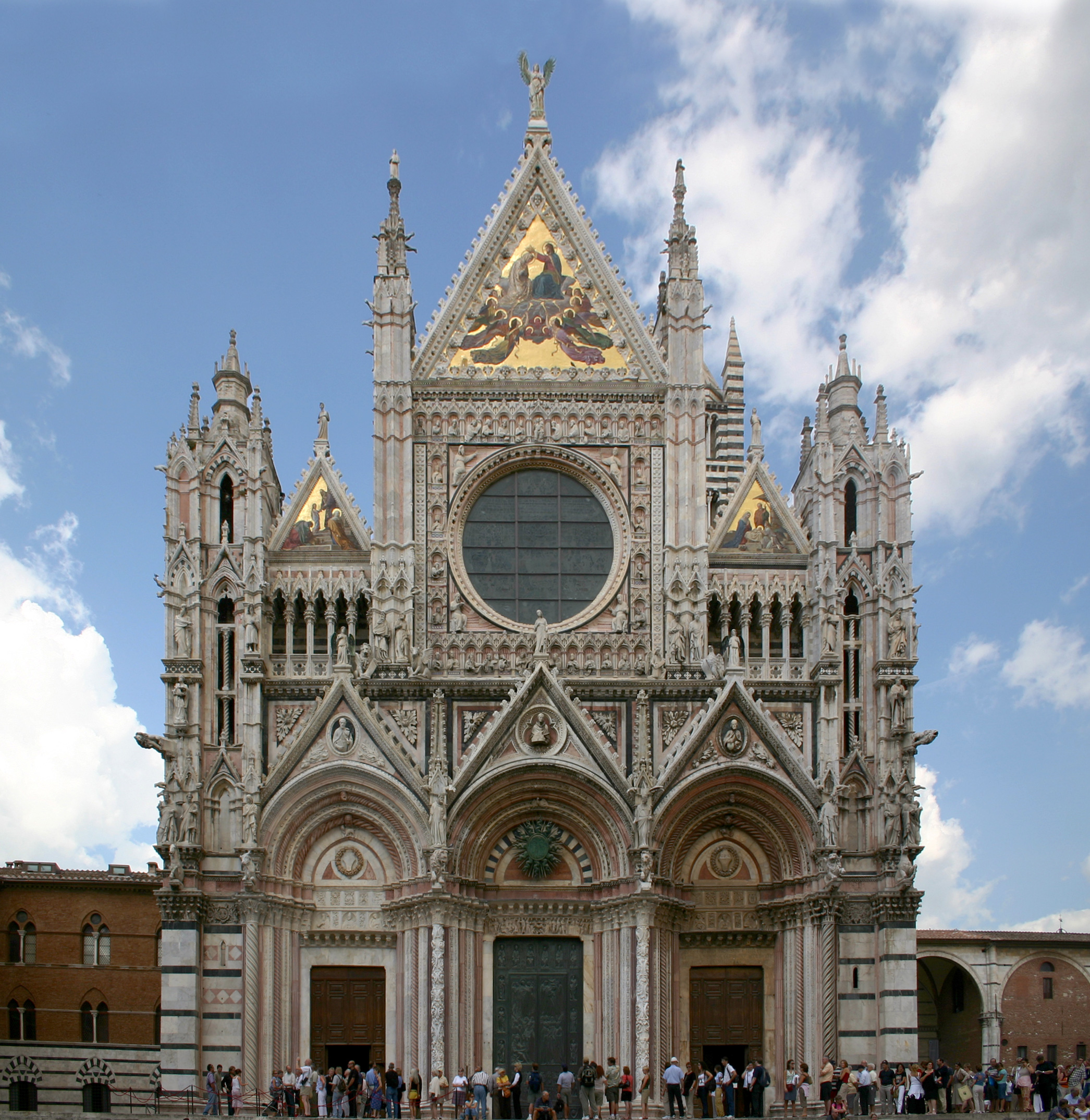
A székesegyház homlokzata (Siena)

Giovanni Pisano (Pisa, 1250 körül – 1320 után) olasz szobrász és építész, Nicola Pisano fia.

## Pályafutása
Apjának volt tanítványa. 1278-ban Pisában a Campo Santo építőmestere lett; ekkor keletkezett két Madonna-szobra is, 1290-92-ben pedig ugyanilyen minőségben a sienai székesegyházhoz került, amelynek homlokzatát az ő tervei alapján építették fel. 1301-ben fejezte be a pistojai Sant'Andrea-templom szószékét, melynek domborművei fejlődésének tetőpontját tüntetik föl, azután, egész 1311-ig keletkezett a pisai dóm szószéke, melynek egyes részei eredeti helyükön és a Campo Santón vannak. A 14. század elején Észak-Itália egyes városaiban is dolgozott. Későbbi művei közül különösen említendők: a Madonna nagy szobra a podivai Cadella dell'Arenában és az alapító Enrico Scrovegni szobra ugyanott; Krisztus föltámadását ábrázoló dombormű töredékei a perugiai múzeumban; óriások szobrai a san quirocói templom kapuzatán; VII. Henrik császár felesége síremlékének töredékei (Brignole-Sale villa Voltriban) stb. Egyéb műveket, pl. XI. Benedek pápa síremlékét a perugiai San Domenico-templomban, jogtalanul tulajdonítanak neki.
Giovanni Pisano francia földön is járt, tanulmányozta az ottani templomi építészetet és szobrászatot, így az apjától tanultakat a klasszikus katedrálisok érett gótikus plasztikájának mintájára formálta tovább.